# Таємний план
Таємний план (англ. Hidden Agenda) — британський трилер 1990 року.

## Сюжет
Фільм розповідає про розслідування вбивства американського правозахисника, що сталося в Північній Ірландії. У процесі дізнання розкривається інформація про секретну операцію ЦРУ з впливу на британські парламентські вибори.

## У ролях
- Френсіс МакДорманд — Інгрід Джесснер
- Брайан Кокс — Керріган
- Бред Дуріф — Пол Салліван
- Май Зеттерлінг — Моа
- Бернард Арчард — сер Роберт Ніл
- Морін Белл — місіс Моллой
- Джон Бенфілд — Максвелл
- Бернард Блох — Генрі
- Стівен Брігден — майор
- Вікторія Д'Анджело — журналіст
- Кім Дайсон — Керол
- Мішель Фейрлі — Тереза Дойл
- Джеррі Ферон — таксист
- Лью Гарднер — телеведучий
- Рон Кавана — музикант
- Патрік Кавенаг — Алек Невін
- Джон Кіген — детектив сержант Г'юз
- Іван Літтл — тележурналіст
- Олівер Магвайр — Фрейзер
- Дес МакАлір — сержант Кеннеді
- Джим МакАллістер — Ліам Філбін
- Брайан Макканн — Моллой
- Джон МакДоннел — лейборист
- Йен Макелхінні — Джек Каннінгем
- Менді Макілвайн — поліцейський
- Джим Нортон — Броуді
- Роберт Паттерсон — Ян Логан
- Ієн Мак-Елгінні — Джек Каннінгем
- Моріс Роевз — Гарріс
- Мілдред Шоу — місіс Браун
- Кейт Сміт — репортер
- Джордж Стейнс — МакКі
- Террі Вудс — музикант